# Маданапала (Гаґавадали)
Madanapala  (гінді मदनपाल; д/н — бл. 1114) — магараджахіраджа Антарведі у 1103—1114 роках.

## Життєпис
Походив з династії Гаґавадалів. Син магараджи Чандрадеви. Посів трон близько 1103 року. 1104/1105 року зазнав нападу з боку газневідського султана Масуд III, який столицю держави Каньякубджу та самого Маданапалу. Він зміг звільнитися близько 1109 року, за умовами мирного довогору та сплативши чималий викуп.
Написи Ґахадавала приписують Маданапалі величні військові перемоги, використовуючи звичайні похвали, але не надають жодних конкретних деталей. Ці війни мали оборонний характер і не призводили до захоплення будь-якої території. Призначив сина Говіндачандру очільником усього війська. Тот вів успішну боротьбу з вторгненням Рамапали, магараджахіраджи імперії Пала.
Ймовірно десь у 1110/1112 роках газневідське військо перемігши на своєму шляху Магіпалу. магараджу Гаріяни, знову підійшло до Каньякубджи, але Маданапала разом з сином Говіндачандрою зуміли відбити напад.
також першим в династіхї став карбувати монети — срібні та мідні з биком та вершником, можливо за зразком моент Кашміру або Томар. Втім деякі дослідники відносять цей карб до інщших династій.
Помер Маданапала близько 1114 року. Йому спадкував син Говіндачандра.